# Worlds End (2024)
O Worlds End 2024 foi um evento pay-per-view (PPV) de luta livre profissional produzido pela All Elite Wrestling (AEW). Foi o segundo Worlds End anual e aconteceu em 28 de dezembro de 2024, na Addition Financial Arena em Orlando, Flórida. O evento sediou a final do torneio Continental Classic de 2024.
Onze lutas foram disputadas no evento, incluindo três no pré-show "Zero Hour". No evento principal, Jon Moxley derrotou Orange Cassidy, "Hangman" Adam Page e Jay White em uma luta fatal four-way para reter o Campeonato Mundial da AEW. Em outras lutas de destaque, Mercedes Moné derrotou Kris Statlander para reter o Campeonato TBS da AEW, em uma luta que se tornou a mais longa da história das mulheres na AEW, MJF derrotou Adam Cole para manter o AEW Dynamite Diamond Ring, e Kazuchika Okada derrotou Will Ospreay para vencer o Continental Classic e reter o Campeonato Continental da AEW. O evento também contou com os retornos de Kenny Omega e Adam Copeland, que estavam afastados por vários meses devido a doenças e lesões, respectivamente.

## Produção

### Introdução

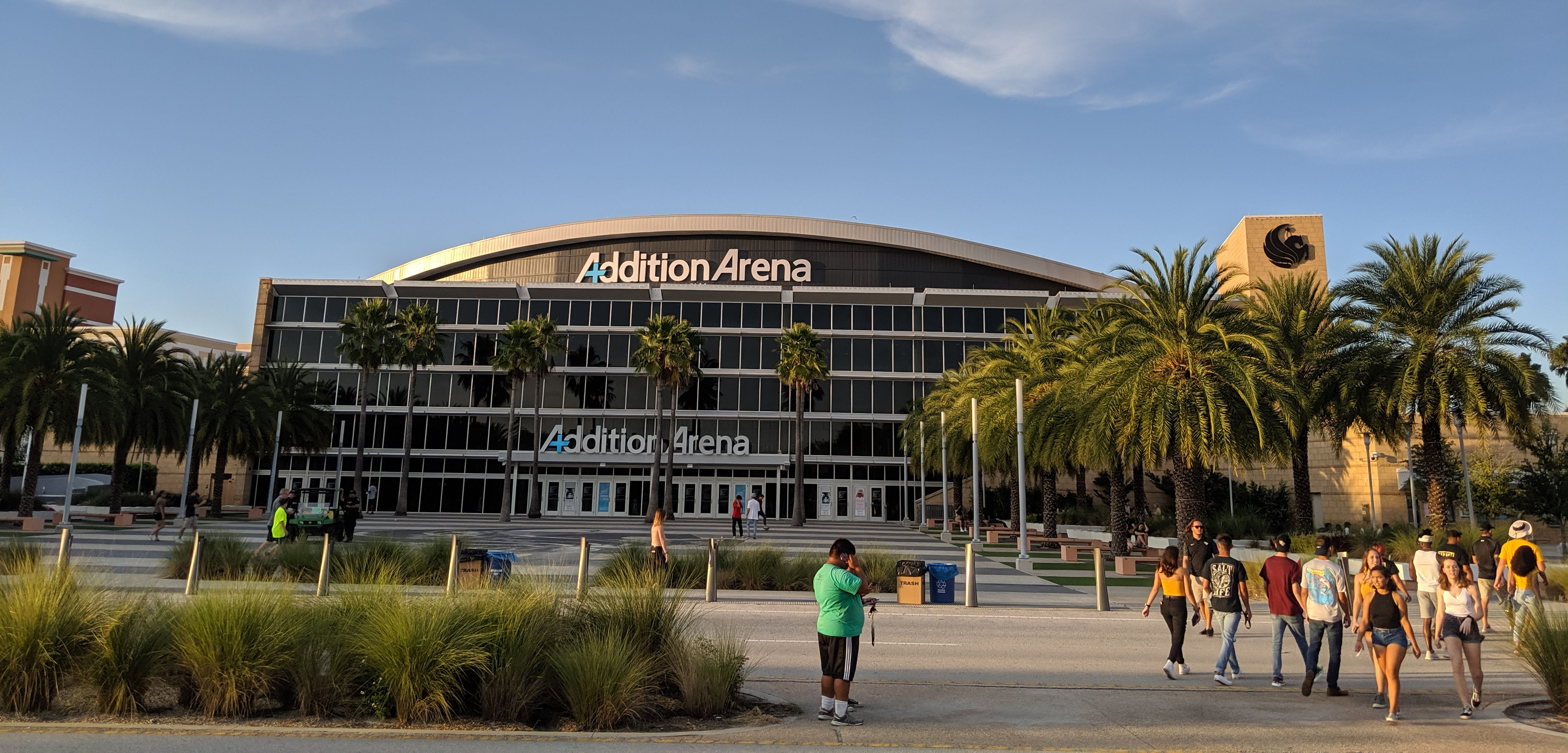
O evento foi realizado na Addition Financial Arena em Orlando, Florida.

Em dezembro de 2023, a promoção americana All Elite Wrestling (AEW) realizou um pay-per-view (PPV) evento intitulado Worlds End, que sediou as finais do primeiro torneio Continental Classic. Em 11 de abril de 2024, a AEW anunciou que o segundo evento Worlds End aconteceria em 28 de dezembro de 2024, na Addition Financial Arena em Orlando, Florida, localizada no campus da University da Flórida Central, estabelecendo assim Worlds End como um PPV anual.

### Rivalidades
Worlds End contou com lutas de luta livre profissional que foram o resultado de rivalidades preexistentes e enredos de história, com resultados sendo predeterminados pelos escritores da AEW. As histórias foram produzidas nos programas semanais de televisão da AEW, Dynamite, Collision e Rampage.
Por ser o atual campeão continental da AEW, Kazuchika Okada foi o primeiro a entrar no Clássico Continental.

## Evento
| Função                  | Nome                                        |
| ----------------------- | ------------------------------------------- |
| Comentaristas           | Excalibur (Pré-show e PPV)                  |
| Comentaristas           | Tony Schiavone (Pré-show e PPV)             |
| Comentaristas           | Nigel McGuinness (Pré-show e PPV)           |
| Comentaristas           | Jim Ross (últimas 2 lutas)                  |
| Comentaristas           | Don Callis (luta pelo título Internacional) |
| Comentaristas espanhóis | Carlos Cabrera                              |
| Comentaristas espanhóis | Alvaro Riojas                               |
| Comentaristas espanhóis | Ariel Levy                                  |
| Anunciador de ringue    | Justin Roberts                              |
| Árbitros                | Aubrey Edwards                              |
| Árbitros                | Bryce Remsburg                              |
| Árbitros                | Mike Posey                                  |
| Árbitros                | Paul Turner                                 |
| Árbitros                | Rick Knox                                   |
| Árbitros                | Stephon Smith                               |
| Entrevistadora          | Lexy Nair                                   |
| Apresentadores pré-show | Renee Paquette                              |
| Apresentadores pré-show | RJ City                                     |
| Apresentadores pré-show | Matt Menard                                 |
| Apresentadores pré-show | Mark Briscoe                                |
| Apresentadores pré-show | Daniel Garcia                               |

### Zero Hour
Na luta de abertura do programa Zero Hour, Toni Storm enfrentou Leila Gray. No final, Gray tentou um suplex, mas Storm a enrolou para a vitória.
A seguir, Jeff Jarrett enfrentou QT Marshall. No final, Aaron Solo correu até o ringue e distraiu Jarrett, o que permitiu a Marshall rolar Jarrett, mas Jarrett o expulsou. Marshall então acertou The Stroke em Jarrett e ordenou que Solo pegasse a guitarra de Jarrett, mas Jay Lethal correu até o ringue e parou Solo e eles brigaram do lado de fora antes de brigarem nos bastidores. Jarrett então acertou The Stroke em Marshall para a contagem de três.
Nos bastidores, Lexy Nair entrevistou Toni Storm até que Deonna Purrazzo a confrontou e a desafiou para uma luta no episódio de 4 de janeiro de Collision. Toni aceitou e agradeceu a Purrazzo por lhe dar a oportunidade.
Na luta final do programa Zero Hour foi uma luta de quartetos com Lio Rush, Action Andretti e Murder Machines (Lance Archer e Brian Cage), que estavam acompanhados por Don Callis enfrentaram The Outrunners (Truth Magnum e Turbo Floyd) e Top Flight (Darius Martin e Dante Martin), que estavam acompanhados por Leila Gray. Don Callis juntou-se aos comentários desta partida. No final, Archer e Cage acertaram uma combinação de chokeslam e powerbomb em Dante Martin. Rush então se identificou e acertou um sapo em Martin para a vitória. Após a partida, as duas equipes discutiram por causa da imobilização. Então o AEW World Tag Team Champions Private Party (Isiah Kassidy e Marq Quen) apareceram e provocaram Andretti e pressa.

### Evento principal
Na luta de abertura do show principal, Will Ospreay enfrentou Kyle Fletcher no Continental Classic Semifinal com o vencedor enfrentando o vencedor da outra partida da semifinal no final da noite. No final, Ospreay acertou Fletcher com Hidden Blade, mas Fletcher o expulsou. Fletcher então acertou Ospreay com um brain buster, mas Ospreay o expulsou. Ospreay então acertou o Styles Clash em Fletcher para a vitória e avançou para a final no final da noite.
Depois disso, Kazuchika Okada enfrentou Ricochet na semifinal do Continental Classic, com o vencedor enfrentando Will Ospreay na final no final da noite. No final, Okada acertou o Rainmaker em Ricochet para a vitória e avançando para a final no final da noite. Após a luta, Swerve Strickland apareceu na rampa enquanto Príncipe Nana entregava aos fãs rolos de papel higiênico ao lado do ringue. Strickland então desejou a Ricochet um feliz ano novo enquanto os fãs jogavam rolos de papel higiênico em Ricochet.
A seguir, Mariah May defendeu seu AEW Women's Championship contra Thunder Rosa em um Tijuana Street Fight. No final, May acertou o Storm Zero no avental através de uma mesa em Rosa para reter seu AEW Women's Championship.
Depois disso, MJF defendeu seu Dynamite Diamond Ring contra Adam Cole, enquanto os companheiros de Cole no The Undisputed Kingdom, Mike Bennett e Matt Taven, serviram como executores do ringue para que MJF não pudesse usar o anel durante a partida. No final, MJF abordou Bennett e Taven do lado de fora enquanto o árbitro cuidava de Cole no ringue e MJF fingiu ter sido atacado por ambos os homens com o árbitro Bryce Remsburg expulsando os dois homens do ringue. MJF colocou o anel e entrou no ringue, mas foi superchutado por Cole. Bennett e Taven voltaram ao ringue e protestaram contra o árbitro que os expulsou e, com o árbitro de costas, MJF acertou Cole com o Dynamite Diamond Ring e acertou o Heat Seeker em Cole para a vitória. Após a luta, MJF pegou uma cadeira de aço e envolveu-a na perna de Cole, mas Roderick Strong do Undisputed Kingdom apareceu e o parou. Kyle O'Reilly apareceu e jogou MJF no ringue. O'Reilly e Strong então atacaram MJF e seguraram MJF para Cole acertá-lo com o Dynamite Diamond Ring. Todos os 5 homens se abraçaram no ringue e na rampa.
A seguir, Konosuke Takeshita, que estava acompanhado por Don Callis, defendeu seu AEW International Championship contra Powerhouse Hobbs. Callis juntou-se aos comentários desta partida. No final, Takeshita acertou Hobbs com o Raging Fire e o derrotou para a vitória e para reter seu Campeonato Internacional AEW.
Depois disso, Mercedes Moné defendeu seu AEW TBS Championship contra Kris Statlander. No final, Moné e Statlander caíram para fora. A bota de Statlander ficou presa no avental e foi forçado a removê-la. Moné então começou a pisar na perna de Statlander e acertou um meterora do avental para fora de Statlander. Statlander mal conseguiu entrar no ringue e contou até dez. Moné acertou um piledriver no avental de Statlander, que novamente mal conseguiu entrar no ringue contando até dez. Statlander então tentou o Staturday Night Fever, mas Moné rebateu e rolou Statlander para a vitória, mantendo assim seu campeonato AEW TBS. Depois que Moné saiu, Statlander foi aplaudido de pé pela multidão.
Na penúltima luta, Kazuchika Okada defendeu seu Campeonato Continental AEW contra [Will Ospreay nas finais do torneio Continental Classic com o vencedor também vencedor ou, no caso de Okada, mantendo o Campeonato Continental AEW. No final, Okada pulou da corda superior para uma queda de cotovelo. Okada acertou Ospreay com um dropkick. Ospreay acertou o Styles Clash, mas Okada foi expulso. Okada acertou o Rainmaker em Ospreay, mas Ospreay o expulsou. Okada tentou o Rainmaker em Ospreay, mas Ospreay acertou uma mosca espanhola. Ospreay tentou o Os-cutter em Okada, mas Okada rebateu com um dropkick. Ospreay acertou o Rainmaker em Okada, mas Okada o expulsou. Ospreay tentou um Hidden Blade em Okada, mas Okada se abaixou e acertou Ospreay com o Rainmaker e então derrotou Ospreay para vencer o Continental Classic e manter seu AEW Continental Championship. Após a partida, Christopher Daniels apareceu e disse que normalmente parabenizaria Okada, mas desta vez não o faria antes de revelar que ele não é mais o vice-presidente executivo da AEW. Ele então apresentou um Kenny Omega de retorno. No ringue, Omega deu a Okada o AEW Continental Championship e apertou sua mão.
No evento principal foi uma four-way match com Jon Moxley (acompanhado por Marina Shafir) defendendo seu AEW World Championship contra "Hangman" Adam Page, Jay White e Orange Cassidy. No final, Cassidy acertou Page com um Stundog Millionare e depois White acertou Page com um hurracanrana. Moxley acertou White com uma joelhada e deu um cortador para Cassidy. Page e Moxley então começaram a trocar antebraços no meio do ringue até que Cassidy acertou um DDT em Moxley. Page acertou um disco em White e Cassidy acertou White com o Orange Punch. Cassidy tentou imobilizar Moxley, mas Page arrastou o árbitro para fora do ringue. Page acertou o Buckshot Lariat em Cassidy e então Page acertou Moxley com o Dead Eye. O companheiro de estábulo de Moxley de Death Riders Wheeler Yuta então agarrou a bota de Page enquanto Shafir passava uma cadeira para Moxley, mas Page chutou a cadeira para longe e fora de alcance e atingiu Moxley com o Buckshot Lariat. Page então acertou Cassidy com um golpe baixo e White acertou Page e então Moxley consecutivamente com o Blade Runner e White imobilizou Moxley, mas Yuta entrou no ringue e atacou o árbitro, quebrando a imobilização. Shafir entrou furtivamente no ringue, mas White a interceptou e acertou-a com o Blade Runner. Moxley então acertou o Death Rider em White e o derrotou para a vitória e para reter o Campeonato Mundial AEW. Após a luta FTR (Dax Harwood e Cash Wheeler) apareceram e então um Adam Copeland retornou na rampa. Eles correram para o ringue com os Death Riders recuando. Copeland então disse a Moxley ao microfone que eles estavam levando tudo. Uma luta de trios foi posteriormente oficializada para Fight for the Fallen em 1º de janeiro de 2025.

## Resultados
| Nº                                          | Resultados | Estipulações | Tempo |
| ------------------------------------------- | --- | --- | ----- |
| Pré- show                                   | Toni Storm derrotou Leila Grey | Luta individual | 6:50  |
| Pré- show                                   | Jeff Jarrett derrotou QT Marshall | Luta individual | 9:25  |
| Pré- show                                   | Lio Rush, Action Andretti, e Murder Machines (Lance Archer e Brian Cage) (com Don Callis) derrotou The Outrunners (Truth Magnum e Turbo Floyd) e Top Flight (Darius Martin e Dante Martin) (com Leila Grey) | Luta de quartetos | 10:50 |
| 4                                           | Will Ospreay derrotou Kyle Fletcher | Continental Classic Semifinal | 16:20 |
| 5                                           | Kazuchika Okada (c) derrotou Ricochet | Continental Classic Semifinal | 13:00 |
| 6                                           | Mariah May (c) derrotou Thunder Rosa | Tijuana Street Fight pelo Campeonato Mundial Feminino da AEW                                                                                | 13:10 |
| 7                                           | MJF (detentor do anel) derrotou Adam Cole (com Matt Taven e Mike Bennett) | Luta individual pelo AEW Dynamite Diamond Ring The Undisputed Kingdom (Mike Bennett e Matt Taven) foram os executores convidados especiais. | 14:35 |
| 8                                           | Konosuke Takeshita (c) (com Don Callis) derrotou Powerhouse Hobbs | Luta individual pelo Campeonato Internacional da AEW                                                                                        | 16:30 |
| 9                                           | Mercedes Moné (c) derrotou Kris Statlander | Luta individual pelo Campeonato TBS da AEW                                                                                                  | 24:35 |
| 10                                          | Kazuchika Okada (c) derrotou Will Ospreay | Continental Classic Final pelo Campeonato Continental da AEW                                                                                | 19:15 |
| 11                                          | Jon Moxley (c) derrotou Orange Cassidy, "Hangman" Adam Page e Jay White | Luta four-way pelo Campeonato Mundial da AEW                                                                                                | 17:00 |
| (c) – Refere-se aos campeões antes da luta. | | |       |

### Continental Classic tournament
|  | Classificado para a final da liga |

| Liga Azul                                  | Liga Azul | Liga de Ouro       | Liga de Ouro |
| ------------------------------------------ | --------- | ------------------ | ------------ |
| Kyle Fletcher                              | 12        | Ricochet           | 10           |
| Kazuchika Okada (c)                        | 10        | Will Ospreay       | 9            |
| Mark Briscoe                               | 9         | Claudio Castagnoli | 9            |
| Daniel Garcia                              | 7         | Darby Allin        | 7            |
| Shelton Benjamin                           | 6         | Brody King         | 6            |
| The Beast Mortos                           | 0         | Komander           | 3            |
| (c) – o atual campeão no início do torneio |           |                    |              |

| Liga Azul   | Benjamin           | Briscoe            | Fletcher           | Garcia           | Mortos           | Okada              |
| ----------- | ------------------ | ------------------ | ------------------ | ---------------- | ---------------- | ------------------ |
| Benjamin    | —                  | Benjamin (11:44)   | Fletcher (15:48)   | Garcia (12:16)   | Benjamin (8:47)  | Okada              |
| Briscoe     | Benjamin (11:44)   | —                  | Briscoe (16:22)    | Briscoe (16:22)  | Briscoe (11:38)  | Okada (13:26)      |
| Fletcher    | Fletcher (15:48)   | Briscoe (19:44)    | —                  | Fletcher         | Fletcher (9:52)  | Fletcher (16:57)   |
| Garcia      | Garcia (12:16)     | Briscoe (16:22)    | Fletcher           | —                | Garcia (10:25)   | Draw (20:00)       |
| Mortos      | Benjamin (8:47)    | Briscoe (11:38)    | Fletcher (9:52)    | Garcia (10:25)   | —                | Okada (12:44)      |
| Okada       | Okada              | Okada (13:26)      | Fletcher (16:57)   | Draw (20:00)     | Okada (12:44)    | —                  |
| Gold League | Allin              | Castagnoli         | King               | Komander         | Ospreay          | Ricochet           |
| Allin       | —                  | Castagnoli (11:17) | King (9:35)        | Allin (13:11)    | Allin (14:38)    | Draw (20:00)       |
| Castagnoli  | Castagnoli (11:17) | —                  | Castagnoli (14:17) | Komander         | Ospreay (13:26)  | Castagnoli (13:01) |
| King        | King (9:35)        | Castagnoli (14:17) | —                  | King (14:51)     | Ospreay          | Ricochet (12:46)   |
| Komander    | Allin (13:11)      | Komander           | King (14:51)       | —                | Ospreay (12:34)  | Ricochet (12:28)   |
| Ospreay     | Allin (14:38)      | Ospreay (13:26)    | Ospreay            | Ospreay (12:34)  | —                | Ricochet (14:27)   |
| Ricochet    | Draw (20:00)       | Castagnoli (13:01) | Ricochet (12:46)   | Ricochet (12:28) | Ricochet (14:27) | —                  |

|  | Finais da Liga Worlds End (28 de dezembro) | Finais da Liga Worlds End (28 de dezembro) | Finais da Liga Worlds End (28 de dezembro) |                     |     | Final do Campeonato Worlds End (28 de dezembro) | Final do Campeonato Worlds End (28 de dezembro) | Final do Campeonato Worlds End (28 de dezembro) |  |
|  |                                            |                                            |                                            |                     |     |                                                 |                                                 |                                                 |  |
|  | B1                                         | Kyle Fletcher                              | 16:21                                      |                     |     |                                                 |                                                 |                                                 |  |
|  | B1                                         | Kyle Fletcher                              | 16:21                                      |                     |     |                                                 |                                                 |                                                 |  |
|  | G2                                         | Will Ospreay                               | Pin                                        |                     |     |                                                 |                                                 |                                                 |  |
|  | G2                                         | Will Ospreay                               | Pin                                        |                     | G2  | Will Ospreay                                    | 19:12                                           |                                                 |  |
|  |                                            |                                            |                                            |                     | G2  | Will Ospreay                                    | 19:12                                           |                                                 |  |
|  |                                            |                                            | B2                                         | Kazuchika Okada (c) | Pin |                                                 |                                                 |                                                 |  |
|  | G1                                         | Ricochet                                   | B2                                         | Kazuchika Okada (c) | Pin | 12:55                                           |                                                 |                                                 |  |
|  | G1                                         | Ricochet                                   |                                            |                     |     |                                                 |                                                 |                                                 |  |
|  | B2                                         | Kazuchika Okada (c)                        | Pin                                        |                     |     |                                                 |                                                 |                                                 |  |